# Ô̆
Ô̆ (minuscule : ô̆), appelé O accent circonflexe brève, est une lettre latine utilisée dans l’écriture du jaraï.
Il s’agit de la lettre O diacritée d’un accent circonflexe et d’un brève.

## Représentations informatiques
Le O accent circonflexe brève peut être représenté avec les caractères Unicode suivants : 
- précomposé et normalisé NFC (latin étendu additionnel) :

| formes    | représentations | chaînes de caractères | points de code | descriptions                                                   |
| --------- | --------------- | --------------------- | -------------- | -------------------------------------------------------------- |
| majuscule | Ô̆               | Ô                     | U+00D4 U+0306  | lettre majuscule latine o accent circonflexe diacritique brève |
| minuscule | ô̆               | ô                     | U+00F4 U+0306  | lettre minuscule latine o accent circonflexe diacritique brève |

- décomposé et normalisé NFD (latin de base, diacritiques) :

| formes    | représentations | chaînes de caractères | points de code       | descriptions                                                               |
| --------- | --------------- | --------------------- | -------------------- | -------------------------------------------------------------------------- |
| majuscule | Ô̆               | O◌̂◌̆                   | U+004F U+0302 U+0306 | lettre majuscule latine o diacritique accent circonflexe diacritique brève |
| minuscule | ỗ               | o◌̂◌̆                   | U+006F U+0302 U+0306 | lettre minuscule latine o diacritique accent circonflexe diacritique brève |